# Відкидання ймовірності
Відкидання ймовірності, один з типів когнітивного упередження, — це схильність повністю відкидати ймовірність при ухваленні рішень в умовах непевності. Це один зі способів, що змушує регулярно порушувати нормативні правила ухвалення рішень. Невеликі ризики зазвичай або ігноруються, або перебільшуються. Континуум між цими крайнощами ігнорується. Термін "відкидання ймовірності" був введений Кассом Санштейном.
Є багато чинників, через які люди порушують правила ухвалення рішень щодо ймовірності, наприклад повзучий детермінізм, омана базового відсотка та омана гравця. Однак відкидання ймовірності вірізняється тим, що ймовірність не просто неправильно використовується, а цілком ігнорується.
"Інтуїтивно ми не вміємо вирізняти ризик, тому погано розрізняємо загрози", - написав Добеллі. "Чим серйозніша загроза і емоційніша тема (наприклад, радіоактивність), тим менше нас заспокоює низька ймовірність несприятливого розвитку подій".

## Дослідження

### Серед дорослих
В експерименті 1972 року учасники були поділені на дві групи. Першій сказали, що вони отримають легкий удар електричним струмом, а другій, що їх піддадуть легкому струму з 50% ймовірністю. Коли вимірювали фізичні ознаки тривожності суб’єктів, різниці між групами не було. Хвилювання не зменшилося навіть тоді, коли ймовірність враження другої групи знизилася до 20%, потім до десяти і до п’яти. Висновок: "Ми реагуємо на очікуваний масштаб події... але не на її ймовірність. Іншими словами: нам бракує інтуїтивного сприйняття ймовірності".
Барон (2000) припускає, що упередженість проявляється серед дорослих, особливо коли йдеться про складний вибір, наприклад, ухвалення рішення щодо лікування. Така упередженість призводить до порушення нехтування теорії очікуваної корисності в ухваленні рішень. Особливо тоді, коли треба ухвалити рішення, в якому можливий результат має значно меншу чи вищу користь, але малу ймовірність того, що це станеться (наприклад, у питаннях здоров'я або в азартних іграх). У цьому аспекті відкидання ймовірності подібне до омани базового відсотка.
Касс Санстейн цитує історію району Любовний канал північної частини штату Нью-Йорк, який став всесвітньо відомим в кінці 1970-х років через публічне занепокоєння громадськості з приводу закинутого звалища хімічних речовин, яке нібито спричинювало захворювання в цьому районі. Через ці побоювання федеральний уряд США розпочав "жорстку програму очищення захоронень небезпечних відходів, не досліджуючи дійсну причину появи захворювань", що призвело до прийняття закону без вивчення справжнього ступеня небезпеки. Тривога місцевих жителів не зменшилася навіть після публікації контрольованих досліджень, що не навели доказів загрози здоров’ю відходами.
Дослідження Чиказького університету показало, що люди бояться 1% ймовірності зараження отруйними хімікатами так само, як і 99%. В іншому прикладі майже повного відкидання ймовірності Роттенстрейх та Хсі (2001) виявили, що більшість людей готова заплатити 10 доларів, щоб уникнути 99% ймовірності удару струмом, та 7 доларів, щоб уникнути 1% ймовірності удару струмом. Вони припускають швидше відкидання ймовірності, коли на шляху виникають емоції.
У 2013 році Том Кеглі зауважив, що «ймовірність часто відкидають в ІТ-організаціях, які планують та оцінюють проєкти, або в менеджменті ризиків». Він зазначив, що є доступні методики, такі як Монте-Карло, для вивчення ймовірності, але дуже часто "континуум ймовірності ігнорується".
2016 року Рольф Добеллі запропонував вибір між двома іграми випадку. У першому варіанті у вас є шанс один на 100 мільйонів виграти 10 мільйонів доларів; у другому, ви маєте один шанс на 10 000 виграти 10 000 доларів. Більшість людей обирали першу гру, хоч доцільніше вибрати другу. З цієї причини джекпоти в лотереях зростають.
Також Добеллі назвав "класичним прикладом" відкидання ймовірності — Закон про продовольство США 1958 року. Заборона канцерогенних речовин у харчових продуктах незалежно від імовірності ризику захворювання на рак призвела до заміни цих речовин інгредієнтами, які, не викликаючи раку, мали набагато більший шанс завдати іншої шкоди здоров'ю.
2001 року США охопила паніка через напади акул попри відсутність доказів щодо їх зростання. Для вирішення цього питання навіть було прийнято закон. Відкидання ймовірності проявляється і при купівлі лотерейних квитків. Також тероризм частково ефективний завдяки відкиданню ймовірності, про що зазначав Касс Санстейн. "Знанням про відкиданням ймовірності користуються терористи", - писав він у 2003 році, - "викликаючи страх громадськості, який може значно перебільшити заподіяну шкоду".

### Серед дітей
Відкидання ймовірності часто зустрічається також і серед дітей. У дослідженні 1993 року Барон, Гранато, Спранка та Теубал запропонували дітям таку ситуацію:
Сьюзен і Дженніфер сперечаються про те, чи варто їм пристібатися у дорозі в машині. Сьюзен каже, що варто. Але Дженніфер не погоджується... Вона каже, що чула про аварію, у якій машина впала в озеро, а жінка не змогла вчасно вилізти, бо вона була пристебнута ременем безпеки, та ще одну аварію, коли ремінь безпеки затримував когось від виходу  з машини, коли сталася пожежа. Що ти думаєш про це?
Ось приклад розмови з дитиною, що брала участь в дослідженні (Джонатан Барон, 2000):
А: Ну, в цьому випадку я вважаю, що не варто пристібати ремінь безпеки.
Q (Інтерв'юер): Як ти передбачиш, коли щось таке станеться?
А: Напевно, просто буду сподіватися, що це не станеться!
Q: Отже, чи варто користуватися паском безпеки?
A: Ну, чесно кажучи, варто пристібатися.
Q: Чому ж?
A: На випадок аварії. Не постраждаєш так сильно, коли ремінь пристебнути.
Q: Добре, а як щодо випадків, коли люди не можуть вилізти через ремінь?
A: Тоді, мабуть, не слід.
Очевидно, що в цій ситуації треба зважувати “баланс” обидвох факторів: і користь кожного з варіантів, і його ймовірність. Нормативна модель цього рішення радить використати теорію очікуваної корисності, щоб максимізувати результат. А дитина, з якою проводили розмову, очевидно цього не робить.
Відповідь іншої дитини на це ж питання:
A: Якщо ти у тривалій подорожі, то ремінь можна тримати пристебнутим лише півшляху.
Q: А як думаєш, що тоді може трапитись?
A: Можна вилетіти крізь лобове скло.
Q: Чи це не означає, що варто бути пристебнутим постійно?
A: Ні, не означає.
Q: Як ти передбачиш, потрапиш ти у аварію чи ні?
A: Цього не передбачиш. Лише сподіваєшся і молишся, що все обійдеться.
Знову ж таки, дитина ігнорує ймовірність у прийнятті рішення, вважаючи будь-який результат однаково можливим.

## Практичні наслідки
Касс Санстейн зазначив, що після теракту 9/11 багато людей відмовилися літати, бо відчували посилений страх чи загрозу, хоча, за статистикою, більшість із них "не були у більшому ризику після нападів, ніж це було раніше". Насправді ті, хто після цього відмовився від літака на користь авто, потрапили під вищий ризик, враховуючи, що машини є менш безпечним видом транспорту.

## Юридичні наслідки
У документі 2001 року Санстейн підняв питання регуляції відкидання ймовірності законом. Він підкреслив, що для уряду важливо "створити інституції для привертання уваги до справді важливих, а не крихітних ризиків". Хоча урядова політика щодо потенційних небезпек має бути зосереджена на статистиці та ймовірності, зусилля уряду щодо підвищення обізнаності громадськості про ці небезпеки мають наголошувати на найгірших сценаріях, щоб бути максимально ефективними. Більш того, хоч уряд вважає доцільним "намагатися повчати та інформувати людей, а не капітулювати перед невиправданим побоюванням громадськості", цей страх не зникатиме і, отже, може спричинити серйозні наслідки, наприклад, змусити громадян вдатися до "недієвих та надмірних особистих запобіжних заходів". У таких випадках деякі види державного регулювання можуть бути виправданими не тому, що вони вирішують серйозні загрози, а тому, що зменшують страх. Водночас, уряд повинен "поважати своїх громадян" і "не ставитися до них як до об'єктів спрямування у власних інтересах", тому фокус на найгірших сценаріях, приправлених ірраціональними страхами, означав би "неприйнятні маніпуляції". Однак у статті 2003 року Санстейн дійшов висновку, що «Уряд повинен мінімізувати й невиправдані страхи, коли відомо, що позитивні наслідки перевищують витрати».

## Також переглянути
- Аналіз рішень
- Перелік когнітивних упереджень

## Зовнішні посилання
- 175 Reasons Why You Don't Think Clearly [Архівовано 4 жовтня 2021 у Wayback Machine.]